# Dirphia choroniensis
Dirphia choroniensis är en fjärilsart som beskrevs av Lemaire 1975. Dirphia choroniensis ingår i släktet Dirphia och familjen påfågelsspinnare. Inga underarter finns listade i Catalogue of Life.